# Ori Gersht
Ori Gersht (né en 1967) est un photographe d'art israélien. Il est professeur de photographie à l'Université des arts créatifs de Rochester, dans le Kent, en Angleterre,.

## Biographie
Ori Gersht est né à Tel Aviv. Il est diplômé en Photographie, Film et Vidéo de l'Université de Westminster, Londres et a étudié pour un MA en Photographie au Royal College of Art, Londres, qu'il a obtenu en 1995.

## Carrière artistique
Depuis le début des années 1990, Ori Gersht a exposé dans de nombreux musées et galeries. Il est représenté par Angles Gallery à Los Angeles, CRG Gallery à New York, Ben Brown Fine Arts à Londres et Noga Gallery à Tel Aviv. En 2012, l'exposition History Repeating de Gersht a été montée au Musée des Beaux Arts de Boston.

## Prix et distinctions
- 1990 : South Bank Photo Show, Londres[4]
- 1993 : Concours artistique du ministère des Transports, Londres
- 1997 : Résidence à l'école Whitefield, Barnet
- 2000 : Prix Constantiner Photographer pour un artiste israélien, Musée d'art de Tel Aviv, Tel Aviv
- 2002 : Consultant pour la planification du développement architectural de la South London Gallery.
- 2004 : Lauréat du premier prix, Onfuri International, Tirana, Albanie

## Publications
History Repeating, Museum of Fine Arts, Boston, 2012